# Narros (Sòria)
Narros és un municipi espanyol a la província de Sòria, a la comunitat autònoma de Castella i Lleó.